# 吉植庄一郎

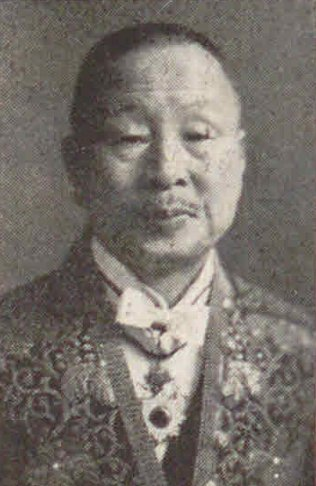
吉植庄一郎

吉植 庄一郎（よしうえ しょういちろう、1865年10月27日（慶応元年9月8日） - 1943年（昭和18年）3月10日）は、日本の衆議院議員（立憲政友会→政友本党→立憲政友会）、ジャーナリスト。子は歌人・衆議院議員の吉植庄亮。義弟に弘前高等学校校長を務めた鈴木信太郎がいる。

## 経歴
下総国印旛郡、のちの千葉県印旛郡埜原村（本埜村を経て現印西市）出身。北海道に渡り開墾に従事したが、北海道時事新聞社を興し、社長に就任した。やがて他の新聞との合併で北海タイムス新聞社が成立すると、理事を務めた。
1904年（明治37年）、第9回衆議院議員総選挙に出馬し当選。以後、当選回数は9回を数えた。1917年（大正6年）4月、第13回総選挙で当選したが、衆議院議員選挙訴訟の結果、安房郡での選挙が無効となり、同年12月8日、千葉県知事により鵜澤總明・木村政次郎・関和知・津田毅一・鵜沢宇八・柏原文太郎・磯野敬・加瀬禧逸・土屋清三郎と共に当選証書が取消され議員を退職し、同月に実施された再選挙で当選した。
議員就任後、政友会系新聞の中央新聞や大阪新報の経営にあたり、原内閣で文部参事官、田中義一内閣で商工政務次官を務めた。